# لوبيبروستون
لوبيبروستون (Lubiprostone)، الذي يباع تحت الإسم التجاري أميتيزا من بين أسماء أخرى، هو دواء يستخدم لعلاج الإمساك المزمن مجهول السبب ومتلازمة القولون العصبي المرتبطة بالإمساك. ويؤخذ عن طريق الفم.
تشمل الآثار الجانبية الشائعة له على؛ الغثيان و الإسهال و آلام البطن و التورم والتعب. قد تشمل الآثار الجانبية الأخرى أيضا ضيق التنفس. أما السلامة أثناء فترة الحمل فغير واضحة بتاتا. وهو يعمل عن طريق تنشيط قنوات معينة من الكلوريد في الأمعاء مما يزيد من إطلاق السوائل.
تمت الموافقة على استخدامه طبيًا في الولايات المتحدة في عام 2006 وكندا في عام 2015. في الولايات المتحدة تبلغ تكلفة الدواء الشهري حوالي 290 دولارًا أمريكيًا اعتبارًا من عام 2021. تمت الموافقة على نسخة مكافئة في عام 2021 في الولايات المتحدة الأمريكية  وهو غير متوفر تجاريًا في المملكة المتحدة.